# Джон Лангдън Даун
Джон Лангдън Хейдън Даун (на английски: John Langdon Haydon Down) е британски фармацевт, невролог, описал за първи път болестта „синдром на Даун“, наричайки я „монголизъм“.
Фамилията на доктора съвпада с английската дума, означаваща „долу“, в резултат на което възниква популярното заблуждение, че хората със синдром на Даун са умствено изостанали. Болестта е наречена в чест на своя откривател чак през 1965 г.

## Биография
Джон Даун е роден в Корнуолското село Торпойнт като най-малкото дете в семейството на аптекар от ирландски произход. След 18-ата си година се премества в Лондон, където работи като асистент-хирург, учи за фармацевт, асистира на професор Редууд, а по-късно и на известния химик Майкъл Фарадей. Навършвайки 25 години, Джон постъпва в Медицински институт на Лондонска болница, който завършва със златен медал.
През 1858 г. е назначен за главен лекар на Кралски приют за изостанали в Ерсвуд. Под негово ръководство приютът става образцов сред заведения от подобен род в страната. Паралелно Джон Даун чете лекции по медицина в Лондон.
Даун вярва, че заниманията с умствено изостанали деца влияят силно позитивно върху тяхното развитие. През 1868 г. организира в Тедингтън център за такива деца, наречен „Нормансфийлд“. Това било първото здравно заведение от подобен род (по-късно директор на заведението става синът на Даун).

## Научна дейност
Върху бъдещата дейност на Джон Даун повлияват идеите на доктор Джон Конъли, който счита, че е необходимо да се изследва как интелектът и емоциите на човека зависят от формата на черепа. Първоначално Джон Даун установява в група свои пациенти някои особености на построяването на езика, а по-късно започва да изследва формата на черепа. На базата на тези проучвания Даун формира 5 основни групи пациенти, една от които е от пациенти с „монголизъм“.
Следва да се отбележи, че по това време е нямало каквато и да е класификация на хора със забавено психическо развитие и психически болни хора. През 1866 г. Даун описва морфологически характеристики на хора със „синдром на Даун“ („Наблюдения по етническата класификация на умствено изостанали хора“). Освен подробното описване на външните черти, присъщи на хора със „синдром на Даун“, той също отбелязва, че тази група често страда от порок на сърцето и нарушения в ендокринната система. В труда си Даун отбелязва, че работата с такива пациенти дава много добри резултати. Отбелязва как артикулационната гимнастика помага за развитието на говора. Даун установява правилно, че това заболяване е вродено, но грешно отбелязва, че е свързано с прекарана туберкулоза от родителите.
През 1887 г. Даун издава много пълен труд, наречен „Психически заболявания у деца и възрастни“.